# Коптяков, Герман Михайлович
Ге́рман Миха́йлович Коптяко́в (5 мая 1918, д. Койда, ныне Мезенский район, Архангельская губерния, Российская Советская Республика — 16 января 2010, Мурманск, Российская Федерация) — боцман среднего рыболовного траулера «Пингвин» Управления сельдяного флота «Мурмансельдь» (Мурманская область), Герой Социалистического Труда.

## Биография
В 1930-е гг. начал трудовую деятельность в рыболовецком колхозе рыбаком.
Участник Великой Отечественной войны. Воевал в составе лыжного отделения 5-го разведывательного батальона 10-й гвардейской стрелковой дивизии. Защищал город Мурманск, участвовал в боях по освобождению Северной Норвегии. С января 1945 г. в составе своей части воевал на 2-м Белорусском фронте, участвовал в боях по освобождению города Гданьска.
С 1946 года — матрос Мурманского тралового флота, с 1952 года — боцман Управления сельдяного флота «Мурмансельдь». Ходил в экипажах траулеров на лов в Северную Атлантику.
В начале 1970-х годов — боцман на среднем рыболовном траулере СТРР 720 «Пингвин». Принимал самое активное участие во внедрении и освоении новых способов лова: траловый лов в толще воды, в придонных слоях и на больших глубинах, осваивались пелагические тралы и кошельковые неводы. Досрочно выполнил личные социалистические обязательства и плановые производственные задания Восьмой пятилетки (1965—1970). Указом Президиума Верховного Совета СССР от 26 апреля 1971 года «за выдающиеся успехи, достигнутые в выполнении заданий пятилетнего плана по развитию рыбного хозяйства» удостоен звания Героя Социалистического Труда с вручением ордена Ленина и золотой медали Серп и Молот.
После ухода на пенсию жил в городе-герое Мурманске. Вел большую работу по патриотическому воспитанию подрастающего поколения.
Похоронен на новом городском кладбище Мурманска.

## Награды и звания
Герой Социалистического труда. Награждён орденами Ленина, Трудового Красного Знамени, «Знак Почёта», Отечественной войны 1-й степени, двумя орденами Славы 3-й степени, медалями.
Почётный гражданин города-героя Мурманска (2000 год).